# Fabrice Santoro
Fabrice Santoro Vetea es un exjugador profesional de tenis nacido el 9 de diciembre de 1972 en Tahití, Francia.
En su palmarés aparecen 5 títulos en individuales y 24 títulos en dobles, especialidad donde ha obtenido sus mejores resultados, llegando a ser número 6 del mundo, en el año 1999.
En el Torneo de Roland Garros de 2004 Santoro venció a Arnaud Clément por 4-6, 3-6, 7-6, 6-3 y 16-14, en 6 horas y 33 minutos. Se trató hasta el 23 de junio de 2010 del partido más largo en la era profesional del tenis masculino, siendo superado por el duelo vivido entre Nicolas Mahut y John Isner en la primera ronda del Torneo de Wimbledon 2010.
Pone fin a su carrera deportiva en el 2010 al caer en el Abierto de Australia contra Marin Čilić en primera ronda, a la edad de 37 años, terminando con veinte años de andadura tenística. Esta fue su participación número 70 en torneos de Grand Slam, récord en invidivuales hasta que fue superado por Roger Federer en el Abierto de Estados Unidos 2017. Cuenta con el curioso récord de ser el jugador de tenis con mayor cantidad de partidos perdidos en una carrera, totalizando 444, lo que se explica en parte por su larga carrera.

## Torneos de Grand Slam

### Campeón Dobles (2)
| Año  | Torneo          | Pareja         | Oponentes en la final      | Resultado   |
| ---- | --------------- | -------------- | -------------------------- | ----------- |
| 2003 | Australian Open | Michael Llodra | Mark Knowles Daniel Nestor | 6-4 3-6 6-3 |
| 2004 | Australian Open | Michael Llodra | Bob Bryan / Mike Bryan     | 7-6 (4) 6-3 |

### Finalista Dobles (3)
| Año  | Torneo          | Pareja         | Oponentes en la final           | Resultado       |
| ---- | --------------- | -------------- | ------------------------------- | --------------- |
| 2002 | Australian Open | Michael Llodra | Mark Knowles Daniel Nestor      | 6-7 (4 ) 3-6    |
| 2002 | Roland Garros   | Michael Llodra | Xavier Malisse / Olivier Rochus | 5-7 5-7         |
| 2006 | Wimbledon       | Nenad Zimonjic | Bob Bryan / Mike Bryan          | 3-6 6-4 4-6 2-6 |

### Campeón Dobles Mixto (1)
| Año  | Torneo        | Pareja             | Oponentes en la final            | Resultado      |
| ---- | ------------- | ------------------ | -------------------------------- | -------------- |
| 2005 | Roland Garros | Daniela Hantuchová | Martina Navratilova Leander Paes | 3-6, 6-3 y 6-2 |

## Títulos ATP (30)

### Individuales (6)
| Torneos            | N.º |
| ------------------ | --- |
| Grand Slam         | 0   |
| Tennis Masters Cup | 0   |
| ATP Masters Series | 0   |
| ATP Tour           | 6   |

| N º | Fecha                 | Torneo   | Superficie | OPONENTE en la final | Resultado        |
| --- | --------------------- | -------- | ---------- | -------------------- | ---------------- |
| 1.  | 13 de octubre de 1997 | Lyon     | Moqueta    | Tommy Haas           | 6-4 6-4          |
| 2.  | 1 de febrero de 1999  | Marsella | Dura       | Arnaud Clément       | 6-3 4-6 6-4      |
| 3.  | 3 de enero de 2000    | Doha     | Dura       | Rainer Schüttler     | 3-6 7-5 3-0 ret. |
| 4.  | 25 de febrero de 2002 | Dubái    | Dura       | Younes El Aynaoui    | 6-4 3-6 6-3      |
| 5.  | 9 de julio de 2007    | Newport  | Césped     | Nicolas Mahut        | 6-4 6-4          |
| 6.  | 7 de julio de 2008    | Newport  | Césped     | Prakash Amritraj     | 6-3 7-5          |

### Finalista en individuales (6)
- 1990: Toulouse (pierde ante Jonas Svensson)
- 1993: Dubái (pierde ante Karel Novacek)
- 1994: Kitzbühel (pierde ante Goran Ivanišević)
- 1998: Doha (pierde ante Petr Korda)
- 1999: Copenhague (pierde ante Magnus Gustafsson)
- 2001: Halle (pierde ante Thomas Johansson)

## Clasificación en torneos del Grand Slam
| Torneo               | 2010 | 2009 | 2008 | 2007 | 2006 | 2005 | 2004 | 2003 | 2002 | 2001 | 2000 | 1999 | 1998 | 1997 | 1996 | 1995 | 1994 | 1993 | 1992 | 1991 | 1990 | 1989 | Títulos |
| -------------------- | ---- | ---- | ---- | ---- | ---- | ---- | ---- | ---- | ---- | ---- | ---- | ---- | ---- | ---- | ---- | ---- | ---- | ---- | ---- | ---- | ---- | ---- | ------- |
| Abierto de Australia | 1r   | 3r   | 2r   | 3r   | CF   | 1r   | 2r   | 3r   | 1r   | 2r   | 1r   | 4r   | 3r   | --   | 1r   | 2r   | 3r   | 2r   | --   | 1r   | --   | --   | ' 0 '   |
| Roland Garros        | --   | 1r   | 2r   | 1r   | 1r   | 1r   | 3r   | 2r   | 2r   | 4r   | 2r   | 1r   | 3r   | 1r   | --   | 1r   | 3r   | 1r   | 1r   | 4r   | 2r   | 1r   | ' 0 '   |
| Wimbledon            | --   | 2r   | 1r   | 2r   | 2r   | 2r   | 2r   | 2r   | 2r   | 3r   | 2r   | 2r   | --   | 1r   | --   | 1r   | --   | --   | --   | --   | 1r   | --   | ' 0 '   |
| us open              | --   | 1r   | 1r   | 2r   | 1r   | 2r   | 3r   | 2r   | 1r   | 2r   | 1r   | 3r   | 3r   | 1r   | --   | 1r   | --   | 1r   | 2r   | 1r   | 3r   | --   | ' 0 '   |

### Dobles (24)
| Torneos            | N.º |
| ------------------ | --- |
| Grand Slam         | 2   |
| Tennis Masters Cup | 1   |
| ATP Masters Series | 3   |
| ATP Tour           | 18  |

| N º    | Fecha                     | Torneo                        | Superficie    | Pareja             | Oponentes en la final                          | Resultado            |
| ------ | ------------------------- | ----------------------------- | ------------- | ------------------ | ---------------------------------------------- | -------------------- |
| 1.     | 25 de septiembre de 1995  | Palermo                       | Tierra batida | Àlex Corretja      | Hendrik Jan Davids Piet Norval                 | 6-7 6-4 6-3          |
| 2.     | 20 de julio de 1998       | Stuttgart                     | Tierra batida | Olivier Delaitre   | Joshua Eagle Jim Grabb                         | 6-1 3-6 6-3          |
| 3.     | 28 de septiembre de 1998  | Toulouse                      | Dura          | Olivier Delaitre   | Paul Haarhuis Jan Siemerink                    | 6-2 6-4              |
| 4.     | 5 de octubre de 1998      | Basilea                       | Dura          | Olivier Delaitre   | Piet Norval Kevin Ullyett                      | 6-3 7-6              |
| 5.     | 19 de octubre de 1998     | Lyon                          | Moqueta       | Olivier Delaitre   | España Tomás Carbonell · España Francisco Roig | 6-2 6-2              |
| 6.     | 23 de agosto de 1999      | Long Island                   | Dura          | Olivier Delaitre   | Jan-Michael Gambill Scott Humphries            | 7-5 6-4              |
| 7.     | 16 de octubre de 2000     | Toulouse                      | Dura          | Julien Boutter     | Donald Johnson Piet Norval                     | 7-6 (10) 4-6 7-6 (5) |
| 8.     | 12 de febrero de 2001     | Marsella                      | Dura          | Julien Boutter     | Michael Hill Jeff Tarango                      | 7-6 (7) 7-5          |
| 9.     | 28 de octubre de 2002     | Masters de París              | Moqueta       | Nicolas Escudé     | Gustavo Kuerten Cédric Pioline                 | 6-3 7-6 (6)          |
| '10 '. | '13 De enero de 2003 '    | Australian Open               | Dura          | Michael Llodra     | Mark Knowles Daniel Nestor                     | 6-4 3-6 6-3          |
| 11.    | 10 de febrero de 2003     | Marsella                      | Dura          | Sébastien Grosjean | Tomáš Cibulec Pavel Vízner                     | 7-6 (7) 7-5          |
| 12.    | 12 de enero de 2004       | Auckland                      | Dura          | Mahesh Bhupathi    | Jiří Novák Radek Štěpánek                      | 4-6 7-5 6-3          |
| '13 '. | '19 De enero de 2004 '    | Australian Open               | Dura          | Michael Llodra     | Bob Bryan Mike Bryan                           | 7-6 (4) 6-3          |
| 14.    | 1 de marzo de 2004        | Dubái                         | Dura          | Mahesh Bhupathi    | Jonas Björkman Leander Paes                    | 6-2 4-6 6-4          |
| 15.    | 2 de mayo de 2005         | Masters de Roma               | Tierra batida | Michael Llodra     | Bob Bryan Estados Unidos Mike Bryan            | 6-4 6-2              |
| 16.    | 3 de octubre de 2005      | Metz                          | Dura          | Michael Llodra     | José Acasuso Sebastián Prieto                  | 5-2 3-5 5-4 (4)      |
| 17.    | 24 de octubre de 2005     | Lyon                          | Moqueta       | Michael Llodra     | Jeff Coetzee Rogier Wassen                     | 6-3 6-1              |
| '18 '. | '7 De noviembre de 2005 ' | Tennis Masters Cup , Shanghái | Moqueta       | Michael Llodra     | Leander Paes Nenad Zimonjić                    | 6-7 (6) 6-3 7-6 (4)  |
| 19.    | 9 de enero de 2006        | Sídney                        | Dura          | Nenad Zimonjić     | Frantisek Cermak Leoš Friedl                   | 6-1 6-4              |
| 20.    | 12 de junio de 2006       | Halle                         | Césped        | Nenad Zimonjić     | Rainer Schüttler Michael Kohlmann              | 6-0 6-4              |
| 21.    | 2 de octubre de 2006      | Metz                          | Dura          | Richard Gasquet    | Julian Knowle Jürgen Melzer                    | 3-6 6-1 11-9         |
| 22.    | 9 de octubre de 2006      | Moscú                         | Moqueta       | Nenad Zimonjić     | Frantisek Cermak Jaroslav Levinsky             | 6-1 7-5              |
| 23.    | 26 de febrero de 2007     | Dubái                         | Dura          | Nenad Zimonjić     | Mahesh Bhupathi Radek Štěpánek                 | 7-5 6-7 (3) 10-7     |
| 24.    | 13 de mayo de 2007        | Masters de Roma               | Tierra batida | Nenad Zimonjić     | Bob Bryan Mike Bryan                           | 6-4 6-7 (4) 10-7     |

### Finalista en dobles (torneos destacados)
- 1998: Masters de Cincinnati (con Olivier Delaitre)
- 2002 Australian Open Abierto de Australia (con Michael Llodra)
- 2003: Masters de Montecarlo (con Michael Llodra)
- 2003: Masters de Roma (con Michael Llodra)
- 2003: Masters de París (con Michael Llodra)
- 2003:Tennis Masters Cup (con Michael Llodra)
- 2004 Roland Garros  (con Michael Llodra)
- 2005: Masters de Hamburgo (con Michael Llodra)
- 2006: Masters de Montecarlo (con Nenad Zimonjić)
- 2006: Wimbledon  (con Nenad Zimonjić)
- 2006: Masters de París (con Nenad Zimonjić)

### Challengers (9)
| N.º | Fecha                   | Torneo                  | Superficie    | OPONENTE en la final       | Resultado       |
| --- | ----------------------- | ----------------------- | ------------- | -------------------------- | --------------- |
| 1.  | 5 de febrero de 1990    | Reunión Telford         | Carpeta       | Suecia Peter Nyborg        | 6-3 5-7 6-4     |
| 2.  | 21 de octubre de 1991   | Francia Brest           | Dura          | Francia Cédric Pioline     | 6-4 7-5         |
| 3.  | 29 de agosto de 1994    | Italia Merano           | Tierra batida | Chile Sergio Cortés        | 6-1 6-0         |
| 4.  | 5 de septiembre de 1994 | Italia Venecia          | Tierra batida | España Emilio Sánchez      | 7-5 3-6 6-1     |
| 5.  | 21 de julio de 1997     | Reunión Newcastle       | Tierra batida | Francia Sébastien Grosjean | 2-6 6-3 6-3     |
| 6.  | 26 de abril de 2004     | Francia Aix-en-Provence | Tierra batida | Francia Arnaud Clément     | 1-6 7-6 (5) 6-3 |
| 7.  | 5 de febrero de 2007    | Italia Bérgamo          | Dura (i)      | Italia Simone Bolelli      | 6-2 6-1         |
| 8.  | 10 de noviembre de 2008 | Ucrania Dnipropetrovsk  | Dura (i)      | Rumania Victor Hanescu     | 6-2 6-3         |
| 9.  | 13 de abril de 2009     | Sudáfrica Johannesburgo | Dura          | Sudáfrica Rik de Voest     | 7-5 6-4         |